# Тонкабон
Тонкабон (перс. تنکابن‎), бывш. Шахсавар (перс. شَهسَوار‎) — город в северном Иране, в провинции Мазендеран. Административный центр шахрестана Тонкабон. Расположен на побережье Каспийского моря в устье реки Киле.
Тонкабон расположен в суботропическом поясе. Развито сельское хозяйство: выращивание апельсинов, риса. Экономика города основана в первую очередь на туризме.
Население — 37 863 человек.